# Jerzy Fryderyk Poths
Jerzy Fryderyk Poths (Jerzy Fryderyk de Poths, Potz) herbu Trójstrzał (ur. 1750 w Stuttgarcie, zm. 1806) – kupiec, bankier, polski szlachcic, członek Tymczasowej Dyrekcji Biletów Skarbowych i dyrektor płatny Dyrekcji Biletów Skarbowych w czasie powstania kościuszkowskiego w 1794 roku, właściciel majątku Łomianki i Buraków koło Warszawy.
Do Polski przybył z Niemiec jako kupiec-hurtownik, a w końcu lat 80. XVIII wieku zajął się działalnością finansową. Ożenił się z Anną Rheinschmidt, siostrą jednego ze znanych w tym czasie chirurgów warszawskich. Za swoje zasługi w działalności finansowej uzyskał w 1790 szlachectwo.
Był jednym z obywateli Warszawy, którzy zyskali zaufanie władz insurekcji kościuszkowskiej w 1794 roku. Na wezwanie Rady Zastępczej Tymczasowej zajmował się opracowaniem projektu pożyczki dla powstańców, a w maju uczestniczył przy opracowaniu zasad obrotu gotówkowego. Rada Najwyższa Narodowa mianowała Pothsa na jednego z siedmiu dyrektorów Dyrekcji Biletów Skarbowych.
Zmarł bezpotomnie, a majątek przekazał siostrze Karolinie z mężem Leonem Czarnotą Bojarskim oraz bratu Henrykowi z żoną i pięciorgiem dzieci.